# Pau Casals
Pau Casals i Defilló, również Pablo Casals (ur. 29 grudnia 1876 w Vendrell w Hiszpanii,  zm. 22 października 1973 w San Juan w Portoryko) – kataloński wiolonczelista, kompozytor i dyrygent.

## Życiorys
Wykształcony w konserwatoriach Barcelony i Madrytu. W Madrycie jego głównym profesorem był, uważany za założyciela hiszpańskiej szkoły wiolonczelistyki, wiolonczelista pochodzenia francusko-polskiego Victor Mirecki. W latach 1895–1898 Casals był solistą orkiestry Opery paryskiej. Zadebiutował w 1899 w Paryżu. Od 1905 roku rozpoczął działalność kameralisty, pracując z Jacques’em Thibaudem i Alfredem Cortotem.
Pozostawił po sobie wiele wartościowych nagrań solowych, muzyki kameralnej i orkiestrowych. Najbardziej znane spośród nich są nagrania Suit Bacha na wiolonczelę solo, których dokonał w latach 1936-1939. Opuścił Hiszpanię w 1939 roku osiedlając się w Prades we francuskich Pirenejach.
Usprawnił technikę gry na wiolonczeli, jako pedagog wykształcił wielu wybitnych artystów, jak Gaspar Cassadó. Z jego inicjatywy w latach 1950–1968 odbywały się znane festiwale bachowskie w Prades (Pireneje). W roku 1956 osiedlił się w San Juan (Portoryko), gdzie od 1957 organizował festiwale. W roku 1971 skomponował hymn pokoju dla ONZ.
Komponował utwory instrumentalne i chóralne, np. Oratorium bożonarodzeniowe „The Manger”.

## Odznaczenia
Otrzymał następujące odznaczenia:
- 1895 – Kawaler Orderu Izabeli Katolickiej (Hiszpania)
- 1901 – Krzyż Wielki Orderu Karola III (Hiszpania)
- 1946 – Wielki Oficer Legii Honorowej (Francja)
- 1963 – Prezydencki Medal Wolności (USA)
- 1971 – Krzyż Wielki Orderu Narodowego Zasługi (Francja)